# Hviezdoslavova (Trenčín)
Hviezdoslavova je ulice ve městě Trenčín v západním Slovensku, v Pováží. Pojmenována je podle Pavla Országha Hviezdoslava. Spadá do městské části Stred. Ulice vede severo-jižním směrem od barbakanu Dolní brány až po ulici J. Braneckého. Je známá díky asanaci a radikální přestavbě v 70. a 80. letech 20. století. 

## Historie

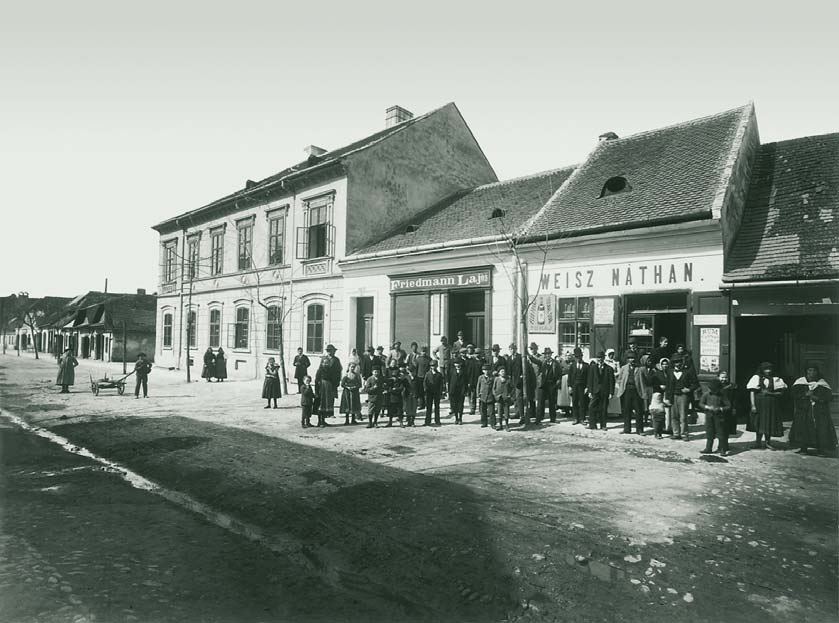
Ulice v roce 1898.

Ulice se vyvinula ze silnice, vedoucí z Trenčína směrem na jih údolím řeky Váh. Jako zastavěná (součást předměstí) se objevovala na mapách prvního, druhého i třetího vojenského mapování. V roce 1683 nesla název Stará ulicza. Na počátku 20. století nesla název podle maďarského refomátora Lájose Kossutha. Jednalo se o hlavní obchodní třídu města, kde vznikaly první kavárny a cukrárny moderního střihu.
Původně třída s nízkými historickými předměstskými domy byla postupně radikálně přebuována v 70. letech 20. století. Provedena byla rozsáhlá asanace. Strženy byly téměř všechny objekty, včetně např. evangelické školy, ve které studoval František Palacký. Celý proces trval od roku 1973, kdy byly asanovány první ulice, až do poloviny 80. let 20. století. Důvodem byla potřeba vzniku reprezentativního sídla pro tehdejší městský národní výbor a dále pro místní organizaci KSS. Tato budova (spadající do kategorie tzv. kokosů) vyrostla na samém severním okraji nové třídy. Vznik této budovy byl předmětem diskuzí. Původně se počítalo s novostavbou na druhém břehu řeky Váhu, což by ulici ušetřilo rozsáhlé přestavby. Nakonec ale tento návrh nebyl realizován.

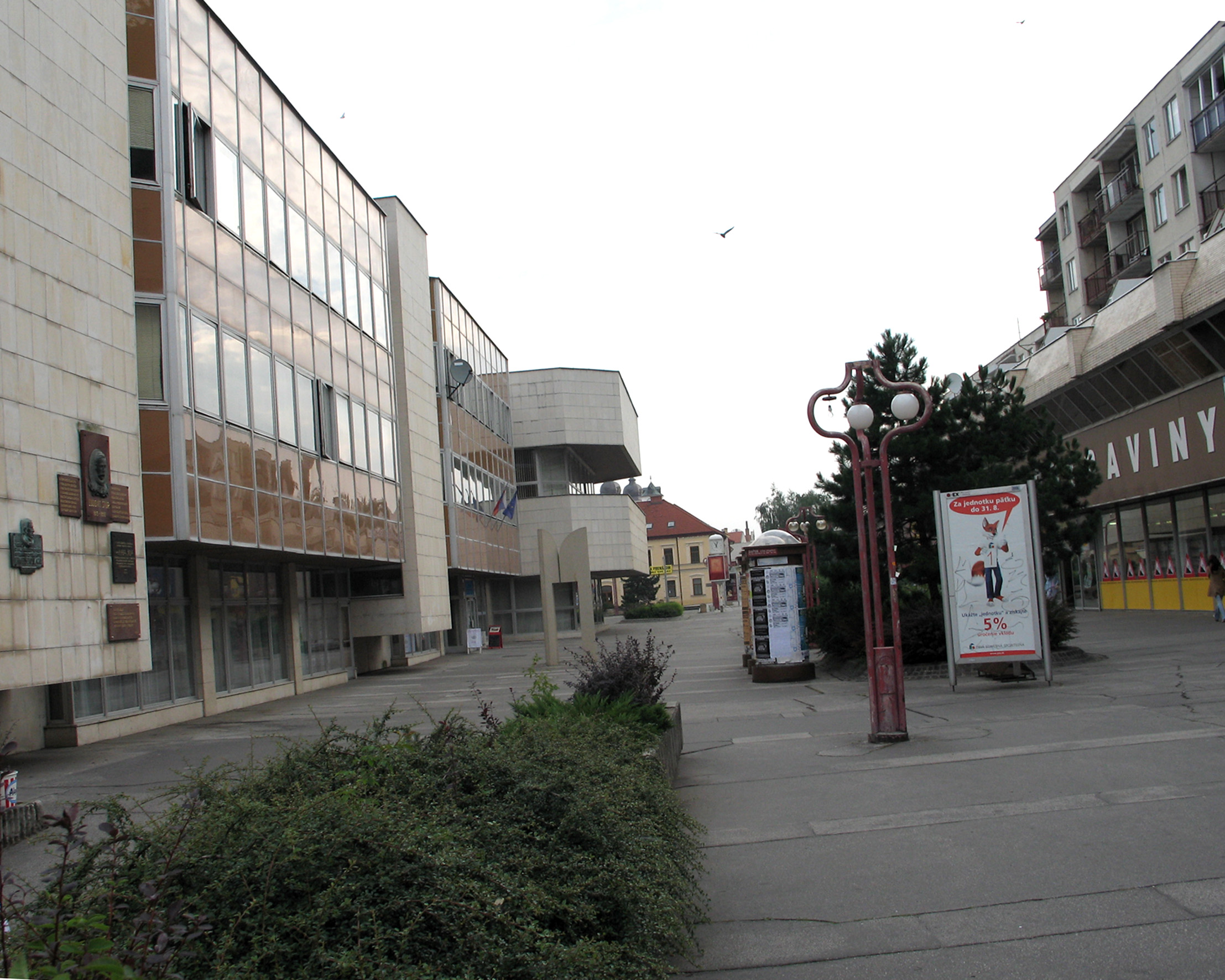
Pěší zóna.

Představu přestavby celé třídy razil i tehdejší hlavní architekt města Trenčína Štefan Androvič, který jej směřoval k vizi stotisícového regionálního centra s reprezentativními objekty. 
Z východní strany ulice byla vybudována dlouhá řada panelových domů (celkem 12 vchodů). Předsazen jim byl nový obchodní dům. Ze strany západní potom vyrostl Dům armády. Některé další objekty služeb nebo správní budovy vznikly na severním a jižním okraji třídy. Jeden blok domů ze severní poloviny západní strany byl ponechán. Po dokončení přestavby v polovině 80. let byla ulice upravena do podoby pěší zóny s malými ostrůvky zeleně. Dopravní obslužnost zajistila nová silnice (rovněž vedena jako Hviezdoslavova) blíže k lesoparku Brezina. 
V roce 1992 byla třída doplněna sochou slovenských buditelů, která byla umístěna v severní části ulice. 
Realizovaný projekt nicméně postupem času zastaral a proto město Trenčín diskutovalo o jeho možné přestavbě a modernizaci do podobě odpovídající první polovině 21. století. V rámci projektu modernizace by měla být vyměněna dlažba a přemístěna socha Ľ. Štúra a dalších slovenských buditelů. Rovněž má být rozšířena plocha zeleně.

## Objekty
- Krajská pobočka Ministerstva vnitra Slovenské republiky
- Mateřské centrum Srdiečko
- Dům armády
- Bílý dům
- Knihovna Michala Rešetky
- Obchodní dům Centrum (Trenčín)